# Ерика (приток Вожмы)
Ерика — река в России, протекает по Калевальскому району Карелии.
Исток — расположенное на границе озеро Парваярви. Протекает через озеро Хетоярви. Устье реки находится в 15 км по левому берегу реки Вожма, впадающей в Пистаярви. Длина реки составляет 24 км.

## Данные водного реестра
По данным государственного водного реестра России относится к Баренцево-Беломорскому бассейновому округу, водохозяйственный участок реки — Кемь от истока до Юшкозерского гидроузла, включая озёра Верхнее, Среднее и Нижнее Куйто. Речной бассейн реки — бассейны рек Кольского полуострова и Карелии, впадает в Белое море.
Код объекта в государственном водном реестре — 02020000812102000003373.